# Die Bajadere (polka)
Pour les articles homonymes, voir Bayadère.
Die Bajadere (La Bayadère) est une polka rapide de Johann Strauss II (op. 351). L'œuvre est créée le 16 juin 1871 au Volksgarten de Vienne.

## Histoire
La polka est composée à partir de motifs de l'opérette Indigo und die 40 Räuber. Celle-ci rejoint une série d'œuvres (opus numéros 343, 344, 345, 346, 347, 348, 349 et 350 ) qui reprennent tous les thèmes de cette opérette. Plus précisément, Strauss utilise les mélodies d'opérette suivantes pour cette polka : la coda d'une partition de ballet ; le duo Und nun schnell fort von hier; den Markt-Chor, Lauter herrliche Sachen winken et les thèmes de la finale.
La première représentation a lieu au Volksgarten de Vienne sous la direction de son frère Eduard. Ce concert présente non seulement des œuvres des frères Strauss, mais également des créations de Richard Wagner et Giacomo Meyerbeer.

## Durée
Sa durée approximative est de 2 minutes et 30 secondes. Elle peut varier légèrement selon l'interprétation musicale du chef d'orchestre.

## Interprétations notables
La pièce est notamment jouée lors de concerts du nouvel an : en 1997, sous la direction de Riccardo Muti ; 2005, sous la direction de Lorin Maazel ; 2008, sous la direction de Georges Prêtre ; 2025 sous la direction de Riccardo Muti.